# ريو فيردي
ريو فيردي هي بلدية في البرازيل، تتبع غوياس، بلغ عدد سكانها 176٬424  نسمة، في 2010، تبلغ مساحتها 8٬388٫295 كيلومتر مربع.

## الموقع
تشترك في الحدود مع:
- Aparecida do Rio Doce [الإنجليزية]‏.

## أعلام
- توني باتيستا
- ساولو رودريجيز دوس سانتوس
- تياغو كارفاليو